# 바바라 터너
바버라 터너(Barbara Turner, 1936년 7월 14일 ~ 2016년 4월 5일)는 미국의 각본가, 영화 제작자, 배우이다. 본명은 글로리아 로즈 터너(Gloria Rose Turner)이다.
뉴욕주에서 태어났으며 로스앤젤레스에서 사망하였다. 빅 모로의 첫 번째 아내이자 제니퍼 제이슨 리의 어머니이다.

## 작품 목록

### 영화 각본
- The Affair (1973)
- 쿠조 (1983)
- 조지아 (1995, Georgia) - 제작 겸임
- 폴락 (2000)
- 더 컴퍼니 (2003)
- 헤밍웨이 & 겔혼 (2012) - 총괄 제작 겸임

### 영화 출연
- Monster from Green Hell (1957)

### 텔레비전 출연
- Ben Casey (1962, 1965)